# Список вулиць Києва (Ю)
Це список вулиць міста Києва, назви яких починаються на літеру Ю.
До списку входять усі урбаноніми Києва, що містяться в офіційному довіднику «Вулиці міста Києва», затвердженому 2015 року, а також у міській інформаційно-аналітичній системі забезпечення містобудівної діяльності (МІАС ЗМД) «Містобудівний кадастр Києва», довіднику «Вулиці Києва» 1995 року та атласі «Київ до кожного будинку». Назви вулиць, які відсутні в офіційному довіднику, подані курсивом. Проєктні вулиці, що мають код у кадастрі, але не мають назв, у списку не наведені.
У списку вулиці подані за алфавітом. Назви вулиць на честь людей відсортовані за прізвищем (якщо прізвище відсутнє — за іменем) і подаються у форматі Прізвище Ім'я і/або Посада. Якщо вулиця названа за цілісним псевдонімом, то сортування відбувається за першою літерою псевдоніма або імені, тобто Бориса Тена подано на літеру Б, Ганни Барвінок — на Г, Дзиґи Вертова — на Д, Івана Багряного — на І, Кузьми Скрябіна — на К, Лесі Українки — на Л, Марка Вовчка, Марка Черемшини, Миколи Хвильового і Мирослава Ірчана — на М, Олени Пчілки і Остапа Вишні — на О, Панаса Мирного — на П, Юрія Клена — на Ю, Якуба Коласа, Яна Райніса, Янки Купали і Януша Корчака — на Я. Вулиці, що мають, окрім назви, порядковий номер, відсортовані за власною назвою, наприклад 2-й Левадний провулок на літеру Л. Вулиця Радгосп «Совки» розміщена на літеру С, вулиця Міста Шалетт — на літеру Ш. Назви вулиць, що починаються на число (окрім вулиць, зазначених вище), записані словами і подані на відповідну літеру (Восьмого Березня, Першого Травня тощо).
Вулиці з назвами «Садова» (в тому числі «номерні») і лінії виділені в окремі списки.
Станом на 1 січня 2023 року в Києві 2833 урбаноніми, з них:
| - 2059 вулиць; - 533 провулки; - 77 ліній; - 59 площ і майданів; | - 32 проспекти; - 22 бульвари; - 15 узвозів; | - 12 проїздів; - 11 шосе; - 5 доріг; | - 3 алеї; - 3 набережних; - 2 тупики. |

Колір фону у списку залежить від типу урбаноніма.
Після списку існуючих вулиць наведено список зниклих вулиць (вулиць, які були ліквідовані або включені до інших вулиць протягом XX—XXI століть), а також список попередніх назв вулиць, починаючи з 1800 року. Назви перейменованих вулиць, що починаються на число (окрім вулиць, зазначених вище), записані словами і подані на відповідну літеру (Третього Інтернаціоналу, Дев'ятого Січня, Дванадцятого Грудня, Двадцять П'ятого Жовтня, Сорокаріччя Жовтня, П'ятдесятиріччя Жовтня, Шістдесятиріччя Жовтня тощо).

## Вулиці міста Києва
| Назва           | Тип   | Колишні назви                     | Район         | Місцевість                 | Рік затв. | Код об'єкта |
| --------------- | ----- | --------------------------------- | ------------- | -------------------------- | --------- | ----------- |
| Ювелірний       | пров. | Маршака 3-й                       | Святошинський | Біличі                     | 2022      | 11016       |
| Юлаєва Салавата | вул.  | Нова 151-ша, Кропивницького       | Голосіївський | Мишоловка                  | 1958      | 11929       |
| Юнацька         | вул.  | Нова 395-та                       | Святошинський | Новобіличі                 | 1944      | 11930       |
| Юнацька         | вул.  |                                   | Солом'янський | Жуляни                     | 2015      | 12691       |
| Юнкерова Миколи | вул.  | Лермонтовська, Молодіжна          | Оболонський   | Пуща-Водиця                | 1984      | 11931       |
| Юності          | вул.  | Нова 2-га                         | Дніпровський  | Північно-Броварський масив | 1964      | 11932       |
| Юри Гната       | вул.  | Нова 23-тя                        | Святошинський | Микільська Борщагівка      | 1967      | 11933       |
| Юрівський       | пров. | Проєктний 13109                   | Голосіївський | Теремки                    | 2019      | 13109       |
| Юрія Клена      | вул.  | Калініна, Гарібальді, Калінінська | Святошинський | Жовтневе                   | 2016      | 10638       |
| Юрківська       | вул.  |                                   | Подільський   | Поділ                      | 1859      | 11934       |
| Юровської Ольги | вул.  | Лінія 6                           | Голосіївський | Віта-Литовська             | 2011      | 12065       |

## Зниклі вулиці
| Назва         | Тип   | Район        | Місцевість          | Рік зникнення | Примітка |
| ------------- | ----- | ------------ | ------------------- | ------------- | -------- |
| Юних Ленінців | вул.  | Дніпровський | Микільська слобідка | 1980-ті       |          |
| Юних Ленінців | пров. | Дніпровський | Микільська слобідка | 1980-ті       |          |

## Перейменовані вулиці
| Стара назва              | Нова назва             | Район       | Дата перейменування | Сучасна назва          |
| ------------------------ | ---------------------- | ----------- | ------------------- | ---------------------- |
| Юрківський (Новий) пров. | Нижньоюрківський пров. | Подільський | 1955                | Нижньоюрківський пров. |